# Флипер
Флипер (енгл. pinball) је врста аркадне игре, углавном активиране убацивањем жетона или кованица, у којој играчи освајају бодове управљајући најмање једном челичном куглицом на оклопљеној играћој табли која је прекривена стаклом. Примарни циљ игре је освојити што више бодова. Бодови се зарађују гађањем различитих објеката на играчкој табли. На дну плоче налази се одвод изнад којег су смештене пластичне палице ("флипери") којима управља играч. Игра се завршава када све куглице (најчешће пет) упадну у одвод. Секундарни циљ је остати у игри (зарађујући додатне куглице (енгл. extra ball), и одржавајући их у игри што је дуже могуће) и освајати бесплатне игре (познате и као "реигре", енгл. replay). Најпознатији произвођачи ових игара током протеклих 30 година били су "Bally" и "Williams".

## Флипер машина у популарној култури
- Рок опера Томи, у којој је главни потагонист Томи иначе: глува, нема и слепа особа, али има невероватни смисао за играње флипера које је касније искоришћено као симбол или оруђе његове месијанске мисије.